# Иван Балшич
Иван Стреши Балшич (ум. после 1469) — албанский феодал, вместе с братьями Георгием и Гойко Балшичами был правителем Мисии, прибрежной зоны между р. Белый Дрин и Адриатическим морем. Братья происходили из рода Балшичей, который раньше правил в княжестве Зета. Они участвовали в создании Лежской лиги под руководством их дяди Скандербега. Братья Иван и Гойко поддерживали Скандербега до его смерти в 1468 году, а затем продолжали борьбу вместе с венецианцами против турок-османов. После смерти Скандербега Венеция признала Ивана Балшича его преемником.

## Семья
Согласно Гьону Музаки и Карлу Хопфе, Иван Стреш Балшич и его брат Гойко были сыновьями Влайки Кастриоти и Стефана Стреша, сына Георгия Балшича, внебрачного сына князя Зеты Георгия Балшича.
По данным Феофана Ноли, Иван имел двух братьев (Георгия Стреши и Гойко), которые были детьми Павла Балшича и Елены Кастриоти. Таким бразом, Иван Балшич приходился племянником Скандербегу.

## Биография
Братья Георгий, Иван и Гойко Балшичи вступили в Лежскую лигу, созданную 2 марта 1444 года их дядей по материнской линии Скандербегом. Кроме них, в состав лиги вошли Лека Захария, Пётр Спани, Андрей Топиа, Георгий Арианити, Теодор Музаки, Стефан Чарноевич с сыновьями. Скандербег был избран лидером и главнокомандующим Лежской лиги.
Скандербег отправил 5-тысячный отряд конницы под командованием Ивана Балшича на помощь неаполитанскому королю Фердинанду I в его противостоянии с Анжуйской династией. Рейд Ивана Балшича предшествовал итальянской экспедиции Скандербега в 1460—1462 годах.
Венецианская республика признала Ивана Балшича преемником Скандербега. После смерти Скандербега в 1468 году Иван и Гойко Балшичи, Лека, Прогон и Николай Дукаджини продолжили борьбу с турками на стороне венецианцев. В 1469 году Иван Балшич обратился к венецианскому сенату с просьбой вернуть ему конфискованное имущество, состоящее из замка Петрелла и земли между Круей и Дурресом (современный город Кодэр-Тумана). Венецианцы уступили просьбе Ивана Балшича и признали его преемником Скандербега.

## Смерть
Венецианский хронист Стефано Магно зафиксировал подробности о смерти Ивана Балшича. Иван настаивал на том, чтобы венецианцы поставляли зерно в осажденную турками-османами Крую только через его территорию и платили ему за это. Венецианский губернатор Скутари организовал карательный поход на Ивана Балшича, во время которого последний был убит.